# Werner O. Ciocarelli
Werner Otto Ciocarelli (* 14. Februar 1925; heimatberechtigt in Zürich; † 15. April 2020) war ein Schweizer Manager und Politiker. Er war Schweizer Statthalter des Ritterordens vom Heiligen Grab zu Jerusalem.

## Leben
Werner O. Ciocarelli war Vorstandsmitglied des Versicherungskonzerns Bâloise. Er war langjähriges Vorstandsmitglied mit dem Aufgabenbereich Liegenschaften und Hypotheken der Schweizer Stiftung Pro Senectute. Er war Mitglied des Zürcher Kantonsrats.
Als Mitglied der römisch-katholischen Zentralkommission des Kantons Zürich veröffentlichte er 1977 das Papier «Dokumentation zur Frage der Trennung von Kirche und Staat im Kanton Zürich aus katholischer Sicht».
Werner Ciocarelli engagierte sich für zahlreiche Sozialprojekte im Heiligen Land. 1964 wurde er von Kardinal-Großmeister Eugène Kardinal Tisserant zum Ritter ernannt und von Louis-Séverin Haller, Abtbischof von Saint-Maurice und Großprior des Ritterordens in der Schweiz in den Ritterorden vom Heiligen Grab zu Jerusalem investiert. Ciocarelli wurde 1990 durch Giuseppe Kardinal Caprio zum Statthalter der Schweizerischen Statthalterei des Ritterordens vom Heiligen Grab zu Jerusalem berufen. Er wurde 1990 zum Großkreuzritter und 2002 zum Ehrenstatthalter ernannt. 2002 erhielt er die Goldene Palme von Jerusalem. Er wurde mit dem Päpstlichen Gregoriusorden ausgezeichnet.